# なぜ銅の剣までしか売らないんですか?
『なぜ銅の剣までしか売らないんですか？』（なぜどうのけんまでしかうらないんですか？、英: Why Do You Only Sell Copper Swords?）は、クリエイターのエフによる小説である。

## 概要
同書は2019年9月にLINEノベルの総合ランキングで1位を獲得している。
尚、絵は映像クリエイターの山下諒が担当している。
同作のネット版は第1話の「不自由って嫌だな」から第14話の「自由っていいな。」までの14話で構成されている。
同作は2020年8月31日までLINEノベルにて公開されていた。
同作はLINE株式会社、日本テレビ放送網株式会社、株式会社アニプレックスが共同運営した第1回令和小説大賞で、断然トップのページビュー数を獲得しながら、4440作品の中から谷山走太の『負けるための甲子園』とともに選考委員特別賞に選出され、書籍化が決定した。
同書は、同氏が動画を投稿している「Fラン大学就職チャンネル」の動画と同じように社会への皮肉が籠もった作品となっている。
これに対して、本人は動画用脚本を冷やかしで令和小説大賞に投稿した結果、審査員特別賞という賞を受賞したと弁明するとともに、賞金10万円を自身のために使うことを確約している。
同作は2021年1月29日に実業之日本社より出版されている。
現代ビジネスの記事では、同書とエフの存在からYouTubeに物語系の作家が増えた理由を分析している。

## あらすじ
中世風ファンタジー世界を舞台として、勇者たちが最初に立ち寄る村で、最良の武器などではなく銅の剣までしか販売しないシステムに対して疑問を抱いてしまった商人見習いのマルは、自身の弟が魔王討伐のための勇者に選定されたことからこのシステムを是正しようとする。そして、マルは商人ギルドを目指して旅をするうちに、世界の真の仕組みと為政者の意図に迫っていく。

## 評価
Real Soundでは、掛け合いをする相手がいないことから、頭の良い主人公が一人で話を進める体制となっており、単調になっていると苦言を呈している。
また、令和小説大賞の選評では、作者自身の体験が含まれていることや、それらの体験をファンタジー世界に喩えて現代のビジネスの技能や文化を理解しやすいように描いていること、出版ビジネスと捉えた際にはタイトルのキャッチーさや読者層を明確に定められることには好評を得たものの、文章力自体のレベルが高いとは言えなかったこと、途中のストーリー構成が単調だったこと、キャラクター造形が弱かったことが指摘されている。